# Lymantria barlowi
Lymantria barlowi este o specie de molii din genul Lymantria, familia Lymantriidae, descrisă de Alexander Schintlmeister 1994 Conform Catalogue of Life specia Lymantria barlowi nu are subspecii cunoscute.